# زحافة إليوت سميث
زحافة إليوت سميث (الاسم العلمي:†Elliotsmithia) هي جنس منقرض من الحيوانات تتبع فصيلة ورلية العيون من رتبة البليكوصوريات.